# Antonio Rodríguez García
Antonio Rodríguez García, Antón (Candás, 16 de febrero de 1911 - Murias, 19 de mayo de 1937), fue un escultor y pintor asturiano autodidacta cuya carrera se vio truncada por la Guerra Civil.

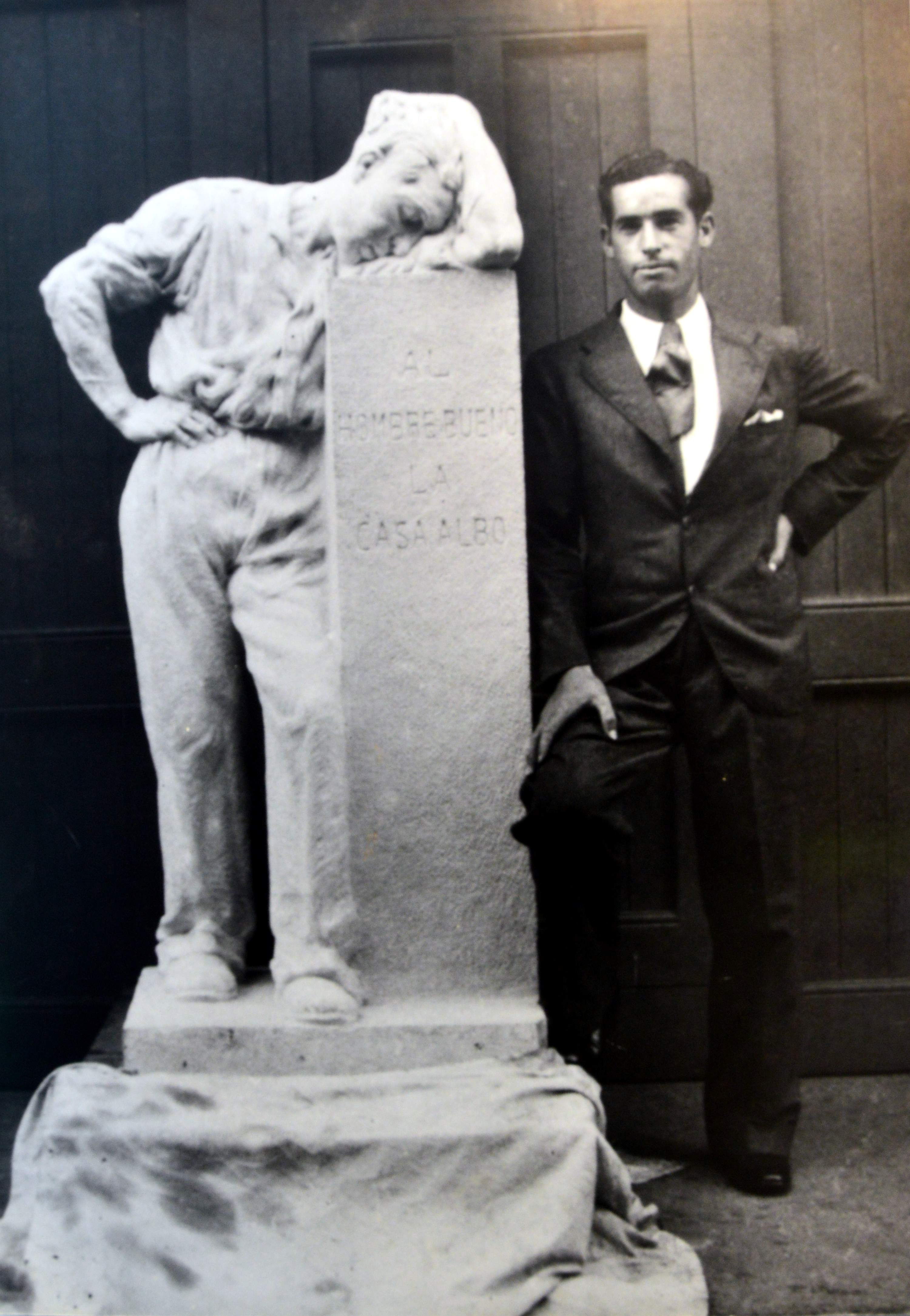
Antonio Rodríguez García, "Antón": fotografiado junto a su obra "Al hombre bueno la casa Alba", 1932 [Tomada de un panel a la entrada del Centro de Escultura de Candás. Museo Antón (2018)].

## Vida
Nació en el seno de una familia humilde. En 1918 inició sus estudios en la escuela pública de Candás. 
En 1923, con doce años, comenzó a trabajar en el Casino de Candás.

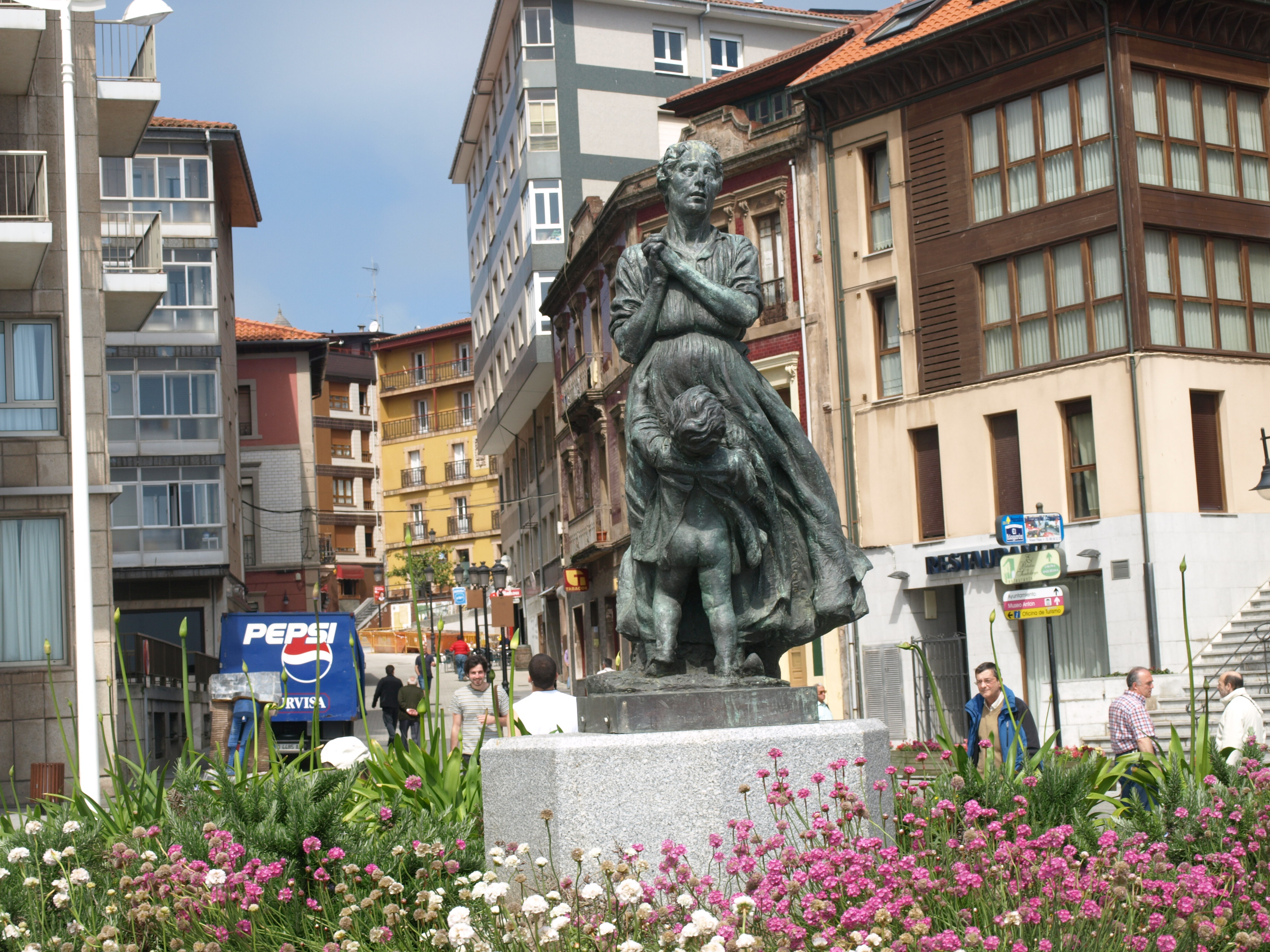
Estatua de una mujer y su hijo esperando el regreso de un marinero en el puerto de Candás.

En 1925 finalizó los estudios dejando el casino y comenzó a trabajar de peón de albañil junto a su padre.
En 1930 se presentó con una obra en escayola denominada "Arrapiezo dormido" al V Certamen Provincial del Trabajo, en La Felguera. Aquí conoció al pintor asturiano Evaristo Valle, que era miembro del jurado. Gracias al pintor gijonés entró en contacto con el empresario Alfonso Albo, dueño de conservas Albo, que le acompañó a Madrid para ponerle en contacto con José Francés.
En 1931 se instaló en Madrid, asistiendo como alumno a la Escuela Superior de Bellas Artes de San Fernando y a las clases de dibujo del Círculo de Bellas Artes. En ese mismo año el escultor Juan Cristóbal le contrató como ayudante en su taller de escultura. Su vida desde entonces transcurrió entre Madrid y su ciudad natal, dónde pasaba los veranos.
En 1933 junto con Alejandro Metallo creó su propio estudio
Tras un intenso y provechoso curso académico en Madrid –Escuela de Bellas Artes, Museo del Prado y de Arte Moderno...-, en el verano de 1936 regresó a Candás, allí le cogió el comienzo de la guerra civil española (1936-1939).
El día 2 de agosto, sin motivo aparente, pues no participaba en política, fue detenido por elementos republicanos del Frente Popular, encerrándole en la iglesia de San Félix, que hacía de cárcel. Prueba de ello es que en el acta de detención firmada por el Delegado de Guerra del Comité de Candás, los apartados: Sindicado en, Filiación política, Causa de la detención... figuran en blanco. Durante cincuenta días «Antón» permaneció recluido en iglesia parroquial, estando allí llegó a pintar en servilletas de papel hasta diecinueve retratos a lápiz de compañeros de prisión.
Con fecha de 21 de septiembre de 1936 fue puesto en libertad condicional, «para trabajar donde se le diga». A petición del Frente Popular se le requirió para trabajar en una serrería de Candás. En ese tiempo labró una imagen en madera de «La Milagrosa», «obligado a quemarla, después de ayudar él mismo a transportarla» al lugar donde fue calcinada.
Posteriormente fue trasladado al frente republicano, siendo confinado en el campo de trabajo de Murias de Candamo, donde fue fusilado el día 19 de mayo de 1937, «en desconocidas circunstancias, que quizá tuviesen que ver también con su homosexualidad», cuando apenas tenía 26 años cumplidos. Fue asesinado «en plena actividad creadora, con la incógnita, ya para siempre, de saber hasta dónde podrían haber evolucionado sus excepcionales dotes artísticas».

## Obra
Su obra es escasa debido a su fallecimiento prematuro a los 26 años así como a la destrucción de la mayoría de sus obras realizadas en Madrid. 
De las obras conservadas buena parte pertenecen a las realizadas durante el verano en su localidad natal. Muchas de sus obras se conservan actualmente en el Centro de Escultura de Candás Museo Antón.
Entre su obras conservadas se pueden encontrar:

### Pintura
- Retrato de Goya, 1928. Óleo sobre lienzo. 35x22 cm.
- Mi hermana Concha, 1934. Óleo sobre lienzo. 163x98 cm.

### Escultura
- Busto de José González Longoria , 1935. Bronce. 37x19x25 cm.
- Mi Güela, 1932. Madera. 34x28x25 cm.
- Marinera, 1933. Madera. 135x63x59 cm.